# Санта-Еулалія (Арока)
Санта-Еулалія (порт. Santa Eulália; МФА: [ˈsɐ̃.tɐ iw.ˈɫa.ɫi.ɐ]) — парафія в Португалії, у муніципалітеті Арока. Розташована в західній частині країни, на теренах історичної португальської провінції Бейра. Входить до складу округу Авейру. За адміністративним поділом, чинним до 1976 року, терени парафії були складовою провінції Берегове Дору. Належить до Авейрівської діоцезії Католицької церкви. Патрон — свята Евлалія. Площа — 23,0476 км². Населення — 2253 ос. (2011). Середньо урбанізований регіон. Густота населення — 97,75 осіб/км²
. Код — 010416.

## Географія

Арока (2013)
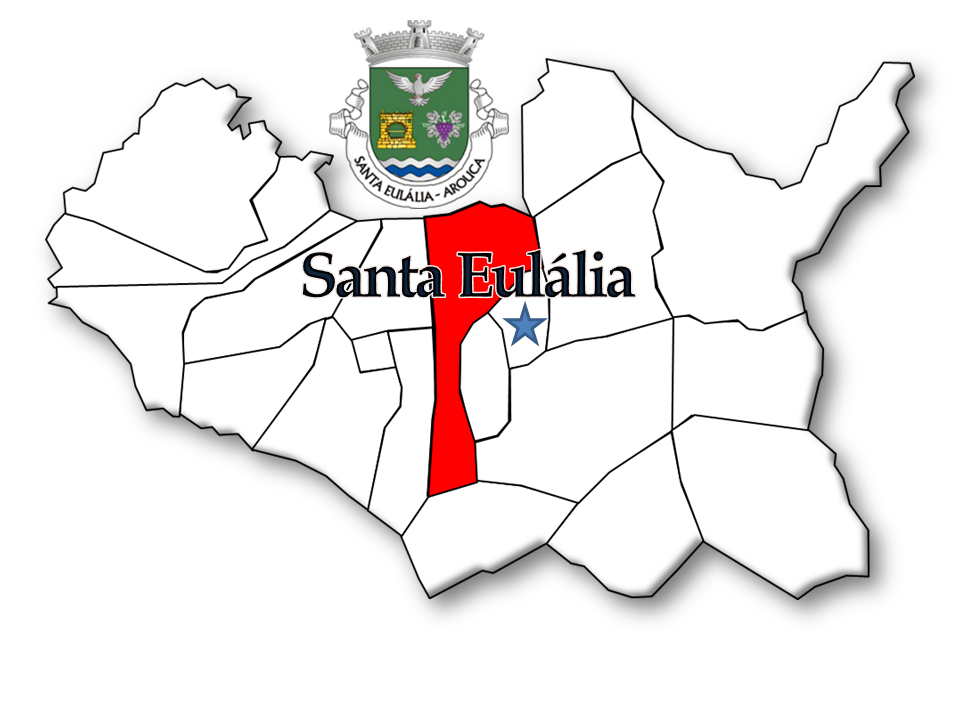
Санта-Еулалія

## Населення
| Кількість мешканців | Кількість мешканців | Кількість мешканців | Кількість мешканців | Кількість мешканців | Кількість мешканців | Кількість мешканців | Кількість мешканців | Кількість мешканців | Кількість мешканців | Кількість мешканців | Кількість мешканців | Кількість мешканців | Кількість мешканців | Кількість мешканців |
| ------------------- | ------------------- | ------------------- | ------------------- | ------------------- | ------------------- | ------------------- | ------------------- | ------------------- | ------------------- | ------------------- | ------------------- | ------------------- | ------------------- | ------------------- |
| 1864                | 1878                | 1890                | 1900                | 1911                | 1920                | 1930                | 1940                | 1950                | 1960                | 1970                | 1981                | 1991                | 2001                | 2011                |
| 1.357               | 1.504               | 1.416               | 1.522               | 1.684               | 2.001               | 2.106               | 2.035               | 2.409               | 2.512               | 2.276               | 2.187               | 2.132               | 2.339               | 2.253               |